# Need for Speed
Need for Speed, forkortet NFS, er en bilspil-computerspilserie udgivet af Electronic Arts. Spillene handler om gaderæs og gaderæsernes miljø. I 2014 udkom en Need for Speed-film løst baseret på Need for Speed: The Run, Need for Speed: Hot Pursuit og Need for Speed: Rivals.[kilde mangler]

## Spillene
| Titel                           | År   | Platform(e) | Udvikler(e)                                                     | Noter                                                          |
| ------------------------------- | ---- | --- | --------------------------------------------------------------- | -------------------------------------------------------------- |
| The Need for Speed              | 1994 | 3DO, DOS, PlayStation, Sega Saturn, Microsoft Windows | Pioneer Studios EA Canada                                       |                                                                |
| Need for Speed II               | 1997 | Microsoft Windows, PlayStation | EA Canada EA Seattle                                            |                                                                |
| NFS III: Hot Pursuit            | 1998 | PlayStation, Microsoft Windows | EA Canada EA Seattle                                            |                                                                |
| NFS: High Stakes/Road Challenge | 1999 | PlayStation, Microsoft Windows | EA Canada EA Seattle                                            | Amerikansk titel: High Stakes, Europæisk titel: Road Challenge |
| NFS: Porsche Unleashed          | 2000 | PlayStation, Game Boy Advance, Microsoft Windows | Eden Games EA Canada Pocketeers                                 |                                                                |
| NFS: Hot Pursuit 2              | 2002 | Gamecube, PlayStation 2, Xbox, Microsoft Windows | EA Black Box EA Seattle                                         |                                                                |
| NFS: Underground                | 2003 | Gamecube, PlayStation 2, Xbox, Microsoft Windows, Game Boy Advance | EA Black Box                                                    |                                                                |
| NFS: Underground 2              | 2004 | Microsoft Windows, Gamecube, PlayStation 2, Xbox, Game Boy Advance, Nintendo DS, Mobiltelefon                                                                              | EA Canada Pocketeers                                            |                                                                |
| NFS: Most Wanted                | 2005 | Nintendo DS, Microsoft Windows, Gamecube, PlayStation 2, Xbox, Game Boy Advance, Xbox 360, Mobiltelefon                                                                    | EA Black Box EA Redwood Shores                                  |                                                                |
| NFS: Carbon                     | 2006 | Microsoft Windows, Mac OS X, PlayStation 3, Xbox 360, Wii, PlayStation 2, Xbox, Gamecube, Game Boy Advance, Nintendo DS, Mobiltelefon, Zeebo                               | EA Canada EA Black Box Rovio Mobile                             |                                                                |
| NFS: ProStreet                  | 2007 | PlayStation 3, PlayStation 2, PlayStation Portable, Wii, Nintendo DS, Xbox 360, Microsoft Windows, Mobiltelefon                                                            | EA Black Box                                                    |                                                                |
| NFS: Undercover                 | 2008 | Microsoft Windows, Windows Mobile, PlayStation 2, PlayStation 3, PlayStation Portable, Nintendo DS, N-Gage 2.0, Symbian OS, Wii, Xbox 360, IOS, WebOS, BlackBerry PlayBook | EA Vancouver Exient Entertainment Firebrand Games Piranha Games |                                                                |
| NFS: Shift                      | 2009 | Microsoft Windows, PlayStation 3, Xbox 360, PlayStation Portable, Mobiltelefon, IOS, IPad, Android, Symbian                                                                | Slightly Mad Studios EA Bright Light                            |                                                                |
| NFS: Nitro                      | 2009 | Nintendo DS, Wii | Firebrand Games EA Montreal                                     |                                                                |
| NFS: World                      | 2010 | Microsoft Windows | EA Singapore                                                    |                                                                |
| NFS: Hot Pursuit                | 2010 | Microsoft Windows, Windows Phone, PlayStation 3, Wii, Xbox 360, Mobiltelefon, IOS, Android                                                                                 | Criterion Games                                                 |                                                                |
| Shift 2: Unleashed              | 2011 | Microsoft Windows, PlayStation 3, Xbox 360, IOS | Slightly Mad Studios                                            |                                                                |
| NFS: The Run                    | 2011 | Microsoft Windows, Nintendo 3DS, PlayStation 3, Wii, Xbox 360, Mobiltelefon                                                                                                | EA Black Box                                                    |                                                                |
| NFS: Most Wanted                | 2012 | Microsoft Windows, PlayStation 3, PlayStation Vita, Wii U, Xbox 360, Mobiltelefon, IOS, Android                                                                            | Criterion Games                                                 |                                                                |
| NFS: Rivals                     | 2013 | Microsoft Windows, PlayStation 3, PlayStation 4, Xbox 360, Xbox One | Ghost Games Criterion Games                                     |                                                                |
| Need for Speed                  | 2016 | Microsoft Windows, PlayStation 3, PlayStation 4, Xbox 360, Xbox One | Ghost Games Criterion Games                                     |                                                                |
| Need for speed heat             | 2019 | Microsoft Windows, PlayStation 4, Xbox One | Ghost Games                                                     |                                                                |